# Louis-Catherine Bergevin
Pour les articles homonymes, voir Bergevin.
Louis-Catherine Bergevin (12 janvier 1798, Blois – 28 janvier 1876, château de Saint-Gervais) est un homme politique et historien français.

## Biographie
Blésois de naissance et fils du maire de Blois Louis-Athanase Bergevin,, Louis-Catherine a été scolarisé au collège communal de Blois.
Passionné d'histoire et par sa région natale, Louis-Catherine est nommé président de la Société des Sciences et des Lettres de la Ville de Blois pour la publication du troisième tome des Mémoires de la société savante, en 1836.
En 1842, il se fit construit un château à Saint-Gervais-la-Forêt, sur l'emplacement de La Juiverie, anciennement Le Vivier (commanderie templière du XIIe et XIIIe) sur les plans de l'architecte blésois Jules de La Morandière.
Suivant les traces de son cousin Jean-Marie Pardessus, il devint magistrat puis fut élu à 47 ans, le 20 septembre 1845, député du 1er collège électoral du Loir-et-Cher (Blois), en remplacement du général Doguereau, nommé pair de France.
Il fut réélu par le même collège le 1er août 1846 et fit partie jusqu'en 1848 de la majorité ministérielle.
Sous le Second Empire, Louis-Catherine resta dans la magistrature ; puis fut admis à la retraite, comme président du tribunal de Blois, le 13 juin 1868.
Il s'eteignit dans son château le 28 janvier 1876, à l'âge de 78 ans.

## Odonymes
De nos jours, les villes de Blois et Saint-Gervais-la-Forêt comportent chacune une rue Bergevin.

## Publications
- Louis-Catherine Bergevin et Alexandre Dupré, Histoire de Blois, 1846, 614 p. (ISBN 978-5-519-07069-0, vol. 1 : https://books.google.com/books?id=ltZCAAAAYAAJ et vol. 2 : https://books.google.com/books?id=v2LRGImW0isC&pg)